# Arboretum Vrahovice
Arboretum Vrahovice er en lille arboret (forstbotanisk have) beliggende i byen Vrahovice, Tjekkiet.
Haven er åben for offentligheden dagligt uden beregning.
Arboretet blev etableret af Vrahovice, for at trække virksomheder til byen i 2010 og oprettet og etableret mellem 2010-2015.
Arboretet indeholder træer og buske, som stammer fra Nordamerika, Europa og Asien.